# Beneficência Portuguesa de São Paulo
A Real e Benemérita Associação Portuguesa de Beneficência ComC • ComB • GCB, mais conhecida como BP, situada na cidade de São Paulo, no Brasil, é um dos maiores e mais avançados complexos hospitalares privados da América Latina.
Localizados no bairro Bela Vista, os hospitais da Beneficência contam com aproximadamente 7.500 colaboradores e 3.000 médicos, e atendem anualmente a cerca de 1,9 milhão de pacientes em mais de 50 especialidades médicas.

## História

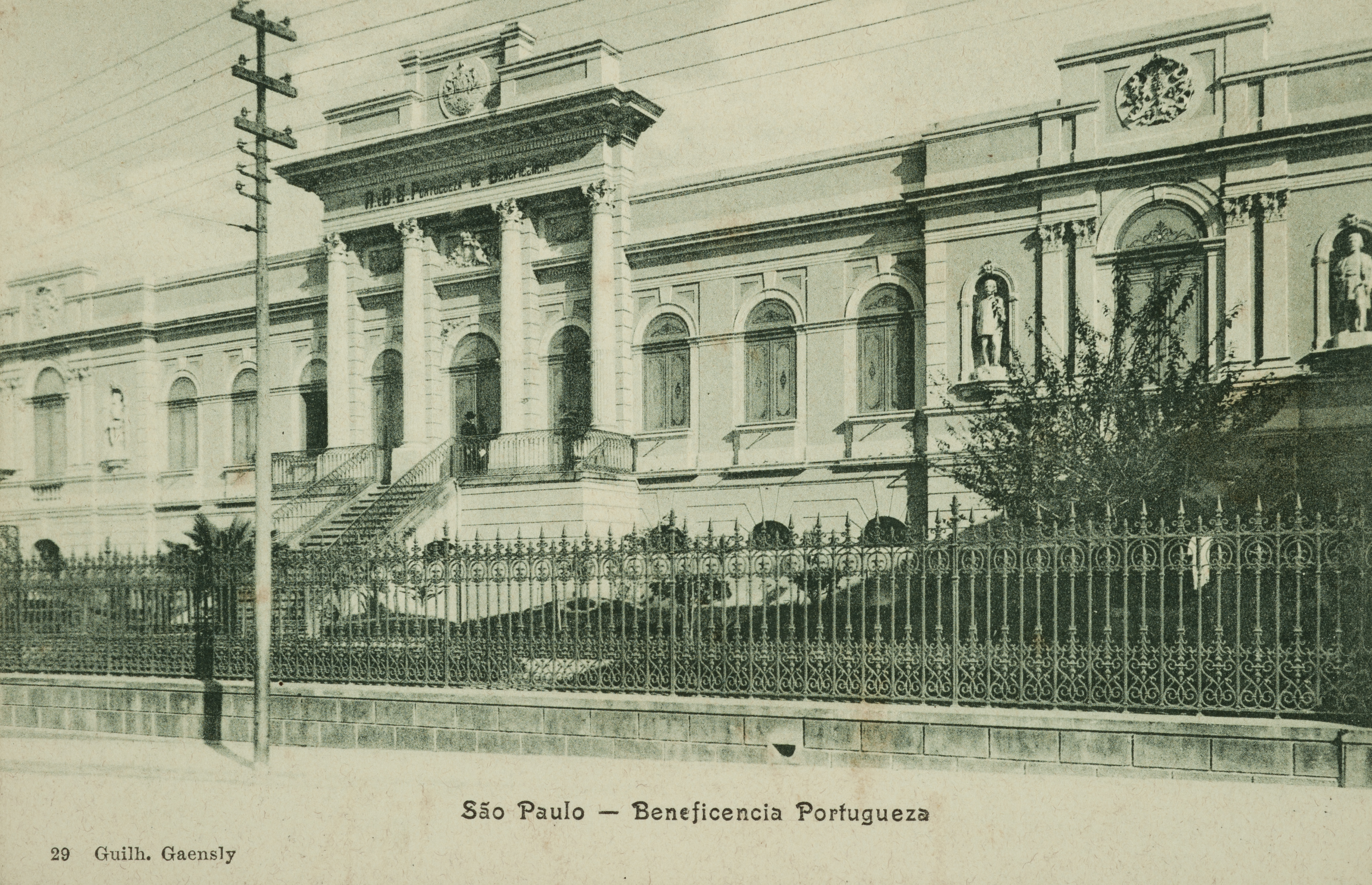
Hospital em fotografia de Guilherme Gaensly

A Beneficência Portuguesa foi criada por iniciativa dos pequenos comerciantes portugueses Luís Semeão Ferreira Viana e Joaquim Rodrigues Salazar, aos quais somou-se ainda Miguel Gonçalves dos Reis. A fundação oficial da organização benemérita realizou-se a 2 de outubro de 1859 numa reunião na residência do também português Aires Coelho da Silva Gameiro, mais tarde Barão da Silva Gameiro. Originalmente, a instituição destinava-se à ajuda mútua entre os sócios, membros da comunidade portuguesa de São Paulo. Os estatutos de 1859 especificavam que "Os Portugueses reunidos como membros d'esta Associação têm por objecto contribuir com os meios pecuniários, e zelo munificiente para minorar os males que sobrevierem a qualquer dos associados."
Silva Gameiro foi o primeiro presidente da instituição, que inicialmente contava com 118 sócios. Em 1864 os associados eram já 290 pessoas, e começaram os preparativos para a construção de uma sede própria. Finalmente, em 1873, foi lançada a primeira pedra do Hospital São Joaquim, erguido na rua Alegre (hoje Brigadeiro Tobias). A inauguração foi realizada em 1876 e durante sessenta anos esse foi o único edifício da Beneficência.
Na década de 1950, já sob a presidência de José Ermírio de Moraes, foi construído na rua Maestro Cardim o primeiro edifício do novo complexo do Hospital São Joaquim, inaugurado a 16 de junho de 1957. Entre 1971 e 2008 a Beneficência foi presidida por Antônio Ermírio de Moraes, do Grupo Votorantim. Atualmente é dirigida por Rubens Ermírio de Moraes.

## Hospitais
A Beneficência Portuguesa possui três hospitais, dois deles estão localizados nos nobres bairros: Bela Vista e Paraíso (bairro de São Paulo).
- Hospital de São Joaquim: possui um total de cinco edifícios e uma área total de 143 mil m². Atende anualmente a 300 mil pacientes, 60% dos quais através do Sistema Único de Saúde (SUS).[4][5]
- Hospital de São José: inaugurado em 2007 e com uma área total de 23 mil m², foi projetado para ser referência em oncologia, cardiologia, ortopedia e neurologia.[6]

A Beneficência Portuguesa de São Paulo possui um total de 1.080 leitos, 233 destinados a UTI, 52 salas de cirurgia, além de setores de diagnóstico e ambulatório. Em 2010, realizaram-se 34 mil cirurgias e mais de 4 milhões de exames. Também é considerada um centro de referência em transplantes. Entre 1973 e 2010, foram realizados 4.050 transplantes de coração, fígado, medula, rim, pulmão, entre outros.

## Homenagens
A denominação "Real e Benemérita" foi outorgada por El-Rei Dom Carlos I de Portugal em 22 de novembro de 1900. A 1 de Maio de 1947 foi feita Comendadora da Ordem de Benemerência e a 17 de Setembro de 1954 Comendadora da Ordem Militar de Cristo, tendo sido elevada a Grã-Cruz da Ordem de Benemerência a 12 de Outubro de 1959 de Portugal.
Em maio de 2008, Antônio Ermírio de Moraes, presidente da Beneficência, recebeu das mãos do Presidente da República, Luiz Inácio Lula da Silva, a Medalha de Mérito Oswaldo Cruz, pelo atendimento realizado pela Instituição para o Sistema Único de Saúde (SUS). Em agosto do mesmo ano, a Instituição foi homenageada por sua atuação no terceiro setor, com relevantes serviços prestados à população carente, no 11º Seminário CIEE/Gazeta Mercantil do Terceiro Setor.
Sua denominação anterior era Real e Benemérita Sociedade Portuguesa de Beneficência, que teve de ser modificada em virtude do surgimento do novo Código Civil Brasileiro, em vigor desde janeiro de 2003, que exigia que dentro de um ano as entidades beneficentes adequassem seus estatutos às novas disposições. Naquela ocasião verificou-se a necessidade de mudar de "Sociedade" para "Associação" por ser uma instituição totalmente sem fins lucrativos.